# Hilarion Capucci
Pour les articles homonymes, voir Capucci.
Hilarion Capucci (arabe : هيلاريون كبوجي), né le 2 mars 1922 à Alep en Syrie et mort le 1er janvier 2017 à Rome en Italie, est un religieux catholique de rite melkite, vicaire patriarcal de Jérusalem de 1965 à 1974. Il est très impliqué dans la défense de la cause palestinienne. 

## Biographie
Né le 2 mars 1922 à Alep, Hilarion Capucci est ordonné prêtre pour la congrégation melkite des Basiliens alépins le 20 juillet 1947. 
Le 30 juillet 1965, il est nommé archevêque titulaire de Césarée-en-Palestine des Grecs-melchites (de) et vicaire patriarcal melkite de Jérusalem. Il reçoit la consécration épiscopale des mains du cardinal Maxime IV Sayegh, patriarche melkite d'Antioche, le 5 septembre suivant. 
Le 18 août 1974, Hilarion Capucci est arrêté par la police israélienne alors que profitant de son statut diplomatique privilégié, il transporte des armes à feu en Cisjordanie dans sa voiture. Il est condamné à 12 ans de prison pour transport illégal d'armes en contrebande pour le compte de l'Organisation de Libération de la Palestine. Il renonce alors à ses fonctions de vicaire patriarcal. 
En 1976, pendant la prise d'otage de l'aéroport d'Entebbé, en Ouganda, les preneurs d'otage, en partie membres du FPLP, demandent la libération de 53 prisonniers pro-palestiniens, dont Capucci. Il est libéré quelques années après à la suite d'une intervention du Saint-Siège.
Il participe à la flottille pour Gaza en 2010.
Il célèbre la messe de funérailles de Vittorio Arrigoni, un militant pro-palestinien enlevé et assassiné en avril 2011 par un groupe salafiste à Gaza.
Il meurt le 1er janvier 2017 à l'âge de 94 ans.